# Pisica asiatică aurie
Pisica asiatică aurie (Pardofelis temminckii, sin. Catopuma temminckii) de asemenea cunoscută și ca pisica lui Temminck, este o specie de felină de dimensiuni medii din Asia de sud-est. În 2008, IUCN a clasificat specia ca fiind aproape amenințată din cauza oamenilor și a pierderii habitatului, din moment ce în pădurile din Asia de sud-est sunt cele mai rapide defrișări din lume.
Pisica asiatică aurie a fost denumită în onoarea zoologului olandez Coenraad Jacob Temminck, care a descris pisica aurie africană în 1827.
Pisica asiatica aurie este un animal de talie mijlocie, și are lungimea corpului de 75-100 cm, înălțimea la greabăn de 56 cm și greutatea de 9-16 kg.